# Восстание в лагере Бадабер
Восстание в лагере Бадабер — эпизод Афганской войны, в ходе которого 26 апреля 1985 года произошёл неравный бой между отрядами афганских моджахедов и поддерживавшими их частями регулярной пакистанской армии, с одной стороны, и группой советских и афганских военнопленных — с другой. Попытка военнопленных освободиться из лагеря не удалась. В результате двухдневного штурма лагеря Бадабер с применением артиллерии большинство военнопленных погибли.

## Предыстория
В 1983—1985 годах в небольшом кишлаке Зангали (Джангали) близ н.п. Бадабер на территории Пакистана, в 10 км южнее Пешавара и в 47 км (по прямой) от границы с Демократической Республикой Афганистан (или в 72 километрах по автомобильным дорогам — от приграничного с Афганистаном города Торкхам до н.п. Бадабер), находился лагерь афганских беженцев. При нём был организован «Центр подготовки боевиков Халида ибн Валида», где под руководством военных инструкторов из США, Пакистана, Китая и Египта проходили обучение будущие моджахеды (борцы за исламскую веру и участники джихада — священной войны с неверными), намеревавшиеся вернуться в Афганистан для продолжения сопротивления контингенту советских войск. Всего в лагере работали 65 инструкторов по военному делу, преимущественно из Пакистана и Египта. Шестеро из них были гражданами США. Сам учебный центр принадлежал партии «Исламское общество Афганистана» (англ. Jamiat-e Islami of Afghanistan), одной из самых влиятельных и крупных оппозиционных групп, противостоящих советскому влиянию в регионе в рамках операции «Циклон». Известно, что лагерь также пользовался негласной поддержкой пакистанских властей.
Лагерь вместе с военной базой занимал огромную площадь — около 500 гектаров. Помимо глинобитных домишек и палаток там располагались шесть складских помещений с оружием и боеприпасами и три тюрьмы. Сюда привозили военнослужащих Вооружённых сил ДРА и «шурави» (советских военнопленных), захваченных на протяжении 1983—1984 в Панджшере и Карабаге. До этого они содержались преимущественно в зинданах, оборудованных каждым отрядом самостоятельно. Всего в Бадабере, по разным данным, насчитывалось около 40 афганских и 14 советских военнопленных.
Во время заключения любое общение с шурави и афганскими военнопленными было запрещено. Любого, пытавшегося заговорить, бичевали. Советских пленных использовали на самых тяжёлых работах, за малейшую провинность жестоко избивали; одновременно душманы склоняли пленных к принятию ислама. У военнопленных созрел план: захватить склад с оружием на территории лагеря и потребовать от руководства душманов встречи с представителями советского или афганского посольств в Исламабаде. Все знали, на что идут: некоторые в плену пребывали уже по три года, насмотрелись на жестокость душманов, поэтому обратного пути у них не было.

## Восстание

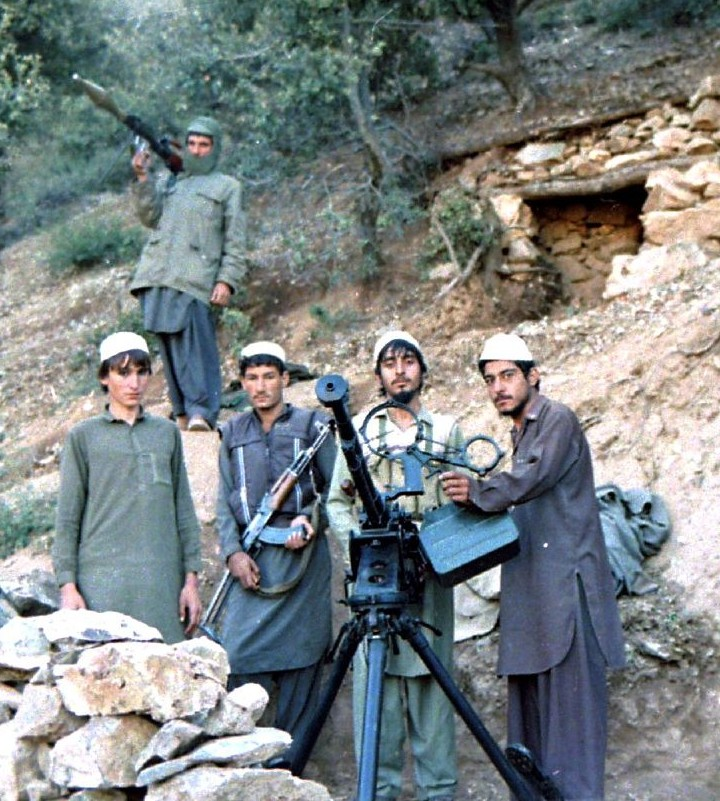
душманы «Исламского общества Афганистана» с пулемётом ДШК, Афганистан, 1987.

26 апреля 1985 года в 21:00, когда весь личный состав лагеря был собран на плацу для совершения вечернего намаза, группа советских военнопленных «сняла» двух часовых у складов артвооружения и на вышке, освободила пленных, вооружилась захваченным на складах стрелковым, артиллерийским оружием и попыталась скрыться. В распоряжении восставших оказались боеприпасы к спаренной зенитной установке и пулемёту ДШК, миномёт и гранатомёты РПГ. По другой версии — их основной целью был захват радиостанции с целью выхода в эфир для сообщения своих координат. Предполагается, что организатором восстания был уроженец Запорожья Виктор Васильевич Духовченко, 1954 года рождения.
В 23 часа по приказу лидера ИОА Бурхануддина Раббани место боестолкновения было блокировано тройным кольцом окружения, составленным из отрядов душманов, пакистанских малишей (племенные отряды пограничной милиции) и военнослужащих пакистанской армии, вооружённых бронетехникой и артиллерией. Раббани лично предложил восставшим сдаться и пообещал сдавшимся сохранить жизнь. Но они ответили категорическим отказом и, в свою очередь, потребовали встречи с представителями советского или афганского посольств в Пакистане, а также вызова на место происшествия представителей Красного Креста. Восставшие пообещали взорвать склад, если их требования не будут выполнены. Раббани отверг эти требования и принял решение начать штурм, который продолжался всю ночь.
К 8 часам утра 27 апреля стало ясно, что восставшие сдаваться не намерены. Во время штурма Раббани чуть было не погиб от разрыва гранатомётного выстрела, при этом серьёзные осколочные ранения получил его телохранитель. Раббани решил закончить штурм уничтожением лагеря. В 8 часов утра начался артобстрел Бадабера пакистанской тяжёлой ствольной артиллерией, после чего склад вооружения и боеприпасов взорвался.
Имеются различные версии о причинах этого взрыва. Согласно одним источникам, склад вооружения и боеприпасов взорвался из-за залпов реактивных установок. Последовавшая затем серия взрывов уничтожила лагерь Бадабер. Троих контуженных оставшихся в живых оттащили к стене и взорвали ручными гранатами.
По другим источникам, восставшие сами взорвали склад, когда исход боя стал уже ясен.
По версии Раббани, склад взорвался из-за попадания выстрела РПГ. После этого погибли все пленные и охранники, остававшиеся запертыми внутри склада.
Огромную силу взрыва подтверждают свидетельские показания:

Произошёл мощный взрыв. Ракеты взрывались и разлетались в разные стороны… 

Что я увидел на месте взрыва… это были пальцы в одной стороне, рука — в другом месте, уши — в третьем. Мы смогли найти в целости лишь тело Кинета и половину тела ещё одного пленного, которую оторвало и отбросило в сторону. Всё остальное было разорвано на куски, и ничего целого мы больше не нашли.
— Гулям Расул Карлук, в 1985 году — командир учебной роты в лагере Бадабер

Раббани куда-то уехал и некоторое время спустя появилась пушка. Он отдал приказ стрелять. Когда орудие выстрелило, снаряд угодил прямо в склад и произошёл мощный взрыв. Всё взлетело на воздух. Ни людей, ни здания — ничего не осталось. Всё сравнялось с землёй и повалил чёрный дым. А в нашем подвале буквально произошло землетрясение. 

Раббани сказал: «Выгоните всех из подвала, пусть они сюда подойдут». И он нам сказал: «Давайте, соберите всех. Всё, что осталось от ваших земляков». А останки здорово разбросало. Мы их приносили по кускам и складывали в яму. Так и похоронили… Моджахеды с автоматами стоят: «Давай-давай, быстрее-быстрее!» Мы ходим, собираем, плачем.
— Рустамов Носиржон Умматкулович, узник лагеря Бадабер
В докладной записке СВР уточняется, что подавлять восстание Раббани помогали силы регулярной армии Пакистана:

Информация о героическом восстании советских военнопленных в лагере Бадабер подтверждается имеющимися в нашем распоряжении документами Госдепартамента США, материалами МГБ Афганистана, показаниями непосредственных очевидцев и участников этих событий со стороны моджахедов и пакистанцев, а также заявлениями руководителей вооружённых формирований Б. Раббани (ИОА), Г. Хекматияра (ИПА) и других… 

Район восстания был блокирован отрядами моджахедов, танковыми и артиллерийскими подразделениями 11-го армейского корпуса Вооружённых сил Пакистана. Против восставших были применены РСЗО «Град» и звено вертолётов ВВС Пакистана. Радиоразведка 40-й армии зафиксировала радиоперехват между их экипажами и авиационной базой, а также доклад одного из экипажей о нанесении бомбового удара по лагерю. Лишь совместными усилиями моджахедов и пакистанских регулярных войск удалось подавить это восстание. Большинство из восставших пало смертью храбрых в неравном бою, а тяжело раненые добиты на месте.

## Потери

### Восставшие
По состоянию на 2010 год, известны имена некоторых участников восстания (погибшие выделены серым цветом):
| п/п | Имя и звание                                               | Примечание | Награды                                                                                        |
| --- | ---------------------------------------------------------- | --- | ---------------------------------------------------------------------------------------------- |
| 1.  | Белекчи Иван Евгеньевич рядовой                            | Родился в 1962 в с. Чишмикиой Вулканештского района Молдавской ССР. Гагауз. Призван 10.12.1980 Вулканештским РВК. Служил в в/ч 17397 — 1168-й зенитный артиллерийский полк 4-й гвардейской мотострелковой дивизии, не входившей в состав ОКСВА. В составе временного сводного автомобильного батальона по снабжению 40-й армии был откомандирован в Республику Афганистан в феврале 1981-го. Пропал без вести 23.7.1982 в провинции Баглан. Предположительно находился в лагере Бадабер. В плену лишился рассудка. Имя в плену: Кинет | неизвестно                                                                                     |
| 2.  | Варварян Михаил Арамович рядовой                           | Родился 21 августа 1960 года в Армянской ССР. Служил в в/ч 65753 — 122-й мотострелковый полк 201-й мотострелковой дивизии. Пропал без вести в провинции Баглан 19 марта 1982-го. Имя в плену: Исламутдин. Предположительно играл весьма неоднозначную роль во время восстания. | неизвестно                                                                                     |
| 3.  | Васильев Владимир Петрович сержант                         | Васильев Владимир Петрович. Род. 3 сентября 1960 г., г. Чебоксары Чувашской АССР, РСФСР. Выпускник Чебоксарского аэроклуба РОСТО (ДОСААФ). Призван ВК г. Чебоксары 30 октября 1978 г. В Афганистане с декабря 1979 г. Служил заместителем командира взвода в в/ч 44585 — 56-я гвардейская отдельная десантно-штурмовая бригада. 12 апреля 1980 г. в ночном бою с мятежниками около кишлака Калай-Малай (провинция Пактия) был захвачен раненым в бою душманами вместе с рядовым Рахимкуловым Радиком Раисовичем и тайно переправлен в Пакистан. Участвовал в восстании узников военной тюрьмы Бадабера 26 — 27 апреля 1985 г. Геройски погиб в бою. Захоронен вместе с другими советскими солдатами и офицерами в безымянной братской могиле под Пешаваром, Северо-Западная провинция Пакистана. | неизвестно                                                                                     |
| 4.  | Васьков Игорь Николаевич рядовой                           | Родился в 1963 году в Костромской области РСФСР. Служил в в/ч 22031 — 605-й отдельный автомобильный батальон. Пропал без вести 23 июля 1983 года в провинции Кабул, захвачен группой Харакат. Погиб в Бадабере. | неизвестно                                                                                     |
| 5.  | Дудкин Николай Иосифович ефрейтор                          | Родился в 1961 году в Алтайском крае РСФСР. Служил в в/ч 65753 — 122-й мотострелковый полк 201-й мотострелковой дивизии. Пропал без вести 9 июня 1982 года в провинции Кабул; погиб в Бадабере. | неизвестно                                                                                     |
| 6.  | Духовченко Виктор Васильевич моторист                      | Родился 21 марта 1954 года в Запорожской области Украинской ССР. Служил на сверхсрочной службе в в/ч 51905 — 573-й склад материально-технического снабжения в Баграме. Пропал 1 января 1985 года в провинции Парван, захвачен группой Мослави Садаши, г. Седукан, погиб в Бадабере. | Орден «За мужество» III степени (2010, посмертно, указом Президента Украины Виктора Ющенко)    |
| 7.  | Зверкович Александр Николаевич рядовой                     | Родился в 1964 году в Моргойцах Сенненского района Витебской области Белорусской ССР. Служил в в/ч 53701 — 345-й отдельный парашютно-десантный полк. Пропал без вести 7 марта 1983 года в провинции Парван, погиб в Бадабере. | В память 10-й годовщины вывода Советской Армии из Афганистана (посмертно)                      |
| 8.  | Кашлаков Геннадий Анатольевич младший лейтенант            | Родился в 1958 году в Ростовской области РСФСР. Окончил Военный институт иностранных языков Минобороны СССР. Служил военным переводчиком при подполковнике Журавлёве Юрии Андреевиче — советнике командира 4-го артиллерийского полка 7-й пехотной дивизии афганской армии. Вместе с Журавлёвым при выполнении боевого задания попал в засаду 4 января 1980 года в районе Панджараба, провинция Кундуз. Тело не было найдено. Официально признан погибшим и посмертно присвоено звание лейтенанта. | неизвестно                                                                                     |
| 9.  | Кирюшкин Герман Васильевич младший лейтенант               | Родился в 1964 году в Московской области РСФСР. Окончил Военный институт иностранных языков Минобороны СССР. Служил военным переводчиком при подполковнике Бородине Михаиле Ивановиче — советнике командира пехотной бригады афганской армии. Вместе с Бородиным пропал без вести в бою 16 мая 1983 года в провинции Пактика, под населённым пунктом Ургун. Тело не было найдено. | неизвестно                                                                                     |
| 10. | Коршенко Сергей Васильевич младший сержант                 | Родился 26 июня 1964 года в городе Белая Церковь Украинской ССР. Служил в в/ч 89933 — 860-й отдельный мотострелковый полк. Пропал без вести 12 февраля 1984 года в провинции Бадахшан, погиб в Бадабере. | Орден «За мужество» III степени (8.2.2003, посмертно, указом Президента Украины Леонида Кучмы) |
| 11. | Левчишин Сергей Николаевич рядовой                         | Родился в 1964 году в с. Крапивня (Кропивно) Новоград-Волынского района Житомирской области Украинской ССР. Призван из Куйбышевской области РСФСР. Служил в в/ч 81432 — 59-я бригада материального обеспечения. Пропал 3 февраля 1984 года в провинции Баглан; погиб в Бадабере. | «Орден Мужества» Указ Президента РФ No.768 от 25 июля 2006 г.                                  |
| 12. | Матвеев Александр Алексеевич ефрейтор                      | Родился в 1963 году в Алтайском крае РСФСР. Служил в в/ч 89933 — 860-й отдельный мотострелковый полк. Пропал без вести 31 июля 1982 года в провинции Бадахшан; погиб в Бадабере. Имя в плену: Абдулла. | неизвестно                                                                                     |
| 13. | Павлютенков Николай Николаевич рядовой                     | Родился в 1962 в г. Балашиха Московской области РСФСР. Русский. Призван 23.10.1980 Невинномысским РВК Ставропольского края. В Республике Афганистан с февраля 1981. Служил в в/ч 51863 — 177-й мотострелковый полк 108-й мотострелковой дивизии. Пропал без вести 31.8.1982 в провинции Парван. | неизвестно                                                                                     |
| 14. | Рахимкулов Радик Раисович рядовой                          | Родился в 1961 году в Башкирской АССР, РСФСР. Служил в в/ч 44585 — 56-я гвардейская отдельная десантно-штурмовая бригада. 12 апреля 1980 года в ночном бою с мятежниками около кишлака Калай-Малай (провинция Пактия) был захвачен раненым в бою душманами вместе с сержантом Васильевым Владимиром Петровичем и тайно переправлен в Пакистан. Участвовал в восстании узников военной тюрьмы Бадабера 26 — 27 апреля 1985 г. Геройски погиб в бою. Захоронен вместе с другими советскими солдатами и офицерами в безымянной братской могиле под Пешаваром. Северо-Западная провинция Пакистана. | неизвестно                                                                                     |
| 15. | Рустамов Носиржон Умматкулович                             | Родился в 1965 году в Узбекской ССР. Служил в в/ч 51932 — 181-й мотострелковый полк 108-й мотострелковой дивизии. Узник лагеря Бадабера, свидетель восстания. По состоянию на март 2006 года проживает в Узбекистане. | неизвестно                                                                                     |
| 16. | Рязанцев Сергей Егорович младший сержант                   | Родился в 1963 году в г. Горловка Донецкой области Украинской ССР. Призван 01.11.1981 г. В Афганистане с 1 мая 1982 г. Служил в в/ч 51884 — 180-й мотострелковый полк 108-й мотострелковой дивизии. Пропал без вести 26.07.1983 г. | неизвестно                                                                                     |
| 17. | Сабуров Сергей Васильевич лейтенант                        | Родился 28 августа в 1960 году в Хакасской АО, РСФСР. Хакас. До армии окончил среднюю школу N18 в Чирчике, затем в 1981-м Рязанское высшее воздушно-десантное командное училище. Призван 1 июля 1977 г. В Афганистане с 20 сентября 1982 г. Служил командиром взвода в в/ч 44585 — 56-я гвардейская отдельная десантно-штурмовая бригада. Взводный 1-й роты 1-го десантно-штурмового батальона 56 огдшбр Сергей Сабуров пропал без вести 17 декабря 1982 года при переправе через реку Логар в провинции Пактия. |                                                                                                |
| 18. | Сайфутдинов Равиль Мунаварович рядовой                     | Родился в 1961 году в селе Большой Сарс Октябрьского р-на Пермской области РСФСР. Призван 7 мая 1982 г. Октябрьским РВК. Служил в в/ч 32751"Э" — 586-я отдельная эксплуатационно-техническая рота в Кундузе. Пропал без вести 14 декабря 1982 года в провинции Балх. Погиб в Бадабере. | неизвестно                                                                                     |
| 19. | Саминь Николай Григорьевич младший сержант                 | Родился в 1964 году в Целиноградской области Казахской ССР. Служил в в/ч 38021 — 276-я трубопроводная бригада. Пропал без вести 10 июня 1983 года в провинции Парван. Погиб в Бадабере. | Орден Айбын (Доблести) III степени (12.12.2003, посмертно)                                     |
| 20. | Шевченко Николай Иванович водитель грузовика (гражданский) | Родился в 1956 году в селе Дмитровка (Дмитриевка) Великописаревского района Сумской области Украинской ССР. Служил вольнонаёмным в 5-й гвардейской мотострелковой дивизии. Пропал без вести 10 сентября 1982 года в провинции Герат. Один из предполагаемых руководителей восстания. Имя в плену: Абдурахмон. | неизвестно                                                                                     |
| 21. | Шипеев Владимир Иванович рядовой                           | Родился в 1963 году в городе Чебоксары Чувашской АССР, РСФСР. Призван Чебоксарским ГВК 6 апреля 1982 года. Служил рядовым 130 отдельного инженерно-саперного батальона 103 ВДД. Пропал без вести 1 декабря 1982 в провинции Кабул. Предположительно погиб в Бадабере. | неизвестно                                                                                     |

Кроме того, согласно расследованию В. П. Аляскина, в указанный период в лагере Бадабер могли также находиться Алманов Х., Анпакин А., Габараев К., Евтухович О., Журавлёв Ю., Раджабов Н., Рощупкин А. В., Швец В., Махмад-Назаров Х. и некоторые другие советские военнопленные.

### Охрана лагеря
Согласно документам Генерального штаба ВС СССР, погибло более 120 афганских душманов и беженцев, ряд иностранных специалистов (в том числе 6 американских советников), 28 офицеров пакистанских регулярных войск, 13 представителей пакистанских властей. База Бадабер была полностью уничтожена, в результате взрыва арсенала мятежники потеряли 3 установки РСЗО «Град», свыше 2 млн патронов, около 40 орудий, миномётов и пулемётов, около 2 тыс. ракет и снарядов различного типа. Погибла и канцелярия тюрьмы, а с ней и списки узников.
По версии Бурхануддина Раббани, погибло всего 20 душманов.

## Последствия
Инцидент вызвал переполох среди пакистанского руководства и афганских душманов. 29 апреля 1985 года генерал Мухаммед Зия-уль-Хак, президент Пакистана, принял решение засекретить всю информацию об инциденте. В период между 29 апреля и 4 мая место событий посетили губернатор Северо-Западной пограничной провинции генерал-лейтенант Фазал-Хак и лично Мухаммед Зия-уль-Хак, имевший тяжёлый и неприятный разговор с лидерами душманов. После этого разговора среди формирований Гульбеддина Хекматияра был распространён его приказ о том, чтобы впредь «шурави» в плен не брать, а при захвате уничтожать на месте (эта директива распространялась лишь среди отрядов Исламской партии Афганистана, действовала в течение 1985 года и была отменена под давлением американских советников).
Пакистанскими властями был полностью конфискован выпуск пешаварского журнала «Сафир», который рассказывал о восстании в крепости. Однако сообщение о восстании советских пленных поместила популярная левая пакистанская газета «Муслим». Эту новость затем распространили западные СМИ.
28 апреля 1985 года советское руководство также представило себе масштабы случившегося:

Согласно данным аэрокосмической службы, в СЗПП Пакистана взрывом большой силы разрушен лагерь подготовки моджахедов Бадабера. Размер воронки на снимке, полученном со спутника связи, достигает 80 метров.
— из донесения Центра аэрокосмической службы, 28 апреля 1985 года

Территория лагеря площадью в квадратную милю была покрыта слоем осколков снарядов, ракет и мин, а человеческие останки местные жители находили на расстоянии до 4 миль от места взрыва… В лагере Бадабер содержалось 14-15 советских солдат, двоим из которых удалось остаться в живых после того, как восстание было подавлено…
— из сообщений американского консульства в Пешаваре в госдепартамент США от 28 и 29 апреля 1985 года
9 мая 1985 года посольство СССР в Исламабаде посетил представитель Международного Красного Креста Девид Деланранц и подтвердил факт вооружённого восстания в лагере Бадабер.
11 мая советский посол в Исламабаде В. С. Смирнов вручил президенту Зия-уль-Хаку протест, в котором заявлялось, что «вся полнота ответственности за случившееся возлагается на пакистанскую сторону». С протестом выступил и МИД ДРА. Однако никаких мер против Пакистана со стороны СССР в дальнейшем не было предпринято. Об этом заявлении 15 мая со ссылкой на ТАСС сообщила газета «Комсомольская правда».
16 мая постоянный представитель ДРА при ООН М. Зариф направил письмо на имя генерального секретаря ООН, которое было распространено в качестве официального документа Генеральной Ассамблеи и Совета Безопасности.
27 мая из материалов агентства печати «Новости» о произошедшем узнала широкая общественность СССР. Смысл сообщения — сугубо политический; в нём не было ни слов соболезнования родственникам, ни восхищения подвигом пленных, ни скорби об их трагической судьбе. Их гибель была использована как повод в очередной раз раскритиковать администрацию Р. Рейгана.

## Память
До 1991 года власти Пакистана отвечали на все запросы об инциденте отрицательно, ссылаясь на неосведомлённость. Они настаивали на том, что на их территории нет и не было советских военнопленных. Согласно Юсуфу Мухаммеду, офицеру пакистанской разведки, инцидент «мог бы мгновенно выйти из-под контроля или привести к международной конфронтации».
Впервые официальный представитель Исламабада признал факт гибели в Бадабере советских военнослужащих в беседе с представителем российского посольства в декабре 1991 года. Это признание последовало лишь после того, как факт их участия в восстании ранее подтвердил Б. Раббани. В начале 1992 года заместитель министра иностранных дел Пакистана Шахрияр Хан официально сообщил имена шести участников восстания в Бадабере.
8 февраля 2003 года Указом президента Украины «за личное мужество и героизм, проявленные при выполнении военного, служебного, гражданского долга» младший сержант Сергей Коршенко был награждён орденом «За мужество» 3-й степени (посмертно), а младший сержант Николай Саминь Указом президента Казахстана — орденом «Айбын» («Доблесть») 3-й степени («за отвагу и самоотверженность, проявленные при исполнении воинского и служебного долга, а также за подвиги, совершённые при защите интересов государства», посмертно).
Неоднократные обращения к российскому руководству с целью увековечения памяти павших воинов и посмертного представления их к государственным наградам не нашли положительного отклика. В 2003 году наградной отдел Минобороны России сообщил Комитету по делам воинов-интернационалистов при Совете глав правительств СНГ, что процедура награждения за выполнение интернационального долга завершена в июле 1991 года на основании директивы заместителя министра обороны СССР по кадрам. В 2004 году Комитету также было дополнительно разъяснено:

Минобороны не обладает информацией, которая раскрывала бы истинную картину трагических событий, происшедших в апреле 1985 года в лагере афганских беженцев Бадабера. Имеющиеся же отрывочные данные являются противоречивыми… В настоящее время, по прошествии 20 лет, трудно объективно оценивать те события и конкретные личные заслуги их участников…

По мнению В. П. Аляскина, такая позиция российского руководства в этом вопросе выглядит весьма неоднозначно, поскольку не менее 10 человек из приведённого списка участников восстания призывались на военную службу с территории нынешней Российской Федерации.

## Журналистские расследования
В 2006 году военный журналист Евгений Кириченко, автор телевизионной программы «Забытый полк», вместе с сотрудником Комитета воинов-интернационалистов Рашидом Каримовым сумели разыскать в Афганистане двух участников восстания из числа бывших «бабраковцев», которые опознали по фотографиям несколько советских военнопленных, с кем они находились в лагере Бадабер. По этим данным Комитету воинов-интернационалистов удалось найти важного свидетеля — Носиржона Рустамова, который в 1985 году был захвачен душманами из движения ИОА, был переправлен в Пакистан и освобождён в 1992 году по личному указанию Б. Раббани.
В апреле 2007 года Евгений Кириченко при помощи Комитета воинов-интернационалистов разыскал Рустамова в Ферганской области Узбекистана и ознакомил его со всеми имевшимися у него материалами по восстанию. Рустамов опознал на фотографии Людмилу Торн из Международной правозащитной организации Freedom House, и назвал исламские имена трёх пленных «шурави» рядом с ней: Исламутдин, Абдулло и Абдурахмон. Последний оказался киевлянином Николаем Шевченко, которого Рустамов и назвал руководителем восстания. Результаты журналистского расследования Евгения Кириченко были опубликованы 3 мая 2007 года в двух номерах газеты «Труд», где были впервые названы имена участников восстания, лица которых на всю жизнь запомнил Рустамов. Также стали известны другие подробности, предшествовавшие мятежу — схватка Николая Шевченко с комендантом охраны лагеря, футбольный матч советских пленных с душманами и обстоятельства смерти восставших. Рустамов нарисовал тогда схему построек в лагере, обозначив на ней мечеть, склад с боеприпасами и здание тюрьмы.
В 2006—2008 годах режиссёр-документалист Радик Кудояров провёл журналистское расследование, результатом которого стал документальный фильм «Тайна лагеря Бадабер. Афганский капкан» (2009), в котором Кудояров использовал материалы Кристофа де Понфилли из фильма «Звезда солдата». Кудояров также встречался с Рустамовым и просил повторить его на камеру всё, что он уже рассказывал до этого другим журналистам. В основу фильма была положена картотека пропавших без вести, собранная из различных источников. В фильме приводятся свидетельства бывших душманов, военных инструкторов, журналистов, высокопоставленных советских военных:
- Бурханутдин Раббани. Один из лидеров афганской оппозиции, член «Пешаварской семёрки». Президент Афганистана с 1992 по 2001 год.
- Лал Баз, полковник афганской милиции. Бывший душман, проходил обучение в лагере Бадабер. Свидетель восстания.
- Гулям Расул Карлук, автор книги «Вооружение душманов». В 1985 году — командир учебной роты в лагере Бадабер, преподавал артиллерийское дело. Принимал участие в переговорах с восставшими.
- Н. У. Рустамов, узник лагеря Бадабер, свидетель восстания. По состоянию на апрель 2007 года проживает в Узбекистане.
- В. Н. Лупан, журналист, с 1974 года проживает на Западе. В 1985 году вместе с французским документалистом Кристофом де Понфилли работал в Пакистане и Афганистане над документальным фильмом «Звезда солдата», посвящённому советским военнопленным.
- В. А. Кокорин, генерал-майор в отставке, почётный сотрудник ГУР МО Украины. В 1985-87 годах занимал должность начальника разведки 40-й армии.
- Бертран Галле, журналист. В 1985 году помогал советским военнопленным перебраться на Запад.
- Свинцова Ольга, журналист. В 1980-х годах — представитель общественной организации «Радио свободного Кабула», неоднократно выезжала в Пакистан и Афганистан помогать советским военнопленным перебраться на Запад.

Свидетели восстания приводят в фильме карты и схемы лагеря, участвуют в реконструкции событий и опознании пленных. Известно также место захоронения участников восстания — за лагерем, где располагалась свалка пищевых отходов.
В 2005—2009 годах В. П. Аляскин, участник афганской кампании и член правительственной делегации по освобождению военнопленных в 1995—1998 годах, осуществил независимое расследование обстоятельств событий в Бадабере, в том числе с использованием документальных материалов по линии госдепартамента США, МИД СССР, российских и афганских компетентных органов, и установил имена большинства из непосредственных участников восстания. Многочисленные свидетельства очевидцев, архивные данные позволили сделать вывод о том, что из 17 установленных им участников восстания не менее 10 были призваны на военную службу с территории Российской Федерации.

## В искусстве
В литературе
- Восстание в Бадабере описано в романе белорусского писателя Николая Чергинца «Сыновья» 1989 года.
- О восстании советских военнопленных повествует роман комиксов «Красная кровь», публиковавшийся издательством Велес-ВА в 1992—1995 гг.[31]
- «Узники крепости Бадабера» — Карпенко В. Ф.
- В марте 2013 издан роман петербургского писателя Андрея Константинова и Бориса Подопригоры «Если кто меня слышит. Легенда крепости Бадабер», в центре событий которого — восстание в крепости Бадабер.[32]. Готовится экранизация[источник не указан 2323 дня].

Художественное кино и документалистика
- Подвиг советских военнослужащих лёг в основу художественного фильма Т. Бекмамбетова и Г. Каюмова «Пешаварский вальс» (1993) — по мнению ветеранов-«афганцев», одной из самых пронзительных и правдивых кинокартин о той войне, посвящённых событиям в Бадабере[1], ставшей памятником настоящим солдатам.
- Восстанию посвящён мини-сериал «Крепость Бадабер» 2018 года режиссёра Кирилла Белевича.[33]
- Художественный фильм «Крепость Бадабер» 2018 года, режиссёра Кирилла Белевича.

Музыкальные произведения
- Песня «Бадабер» 1988 г., стихи и музыка Константина Фролова-Крымского.
- Восстанию в Бадабере посвящена песня группы «Голубые береты» «27 апреля», песня Александра Розенбаума «Мы вернёмся».